# Megapomatorhinus
Megapomatorhinus – rodzaj ptaków z rodziny tymaliowatych (Timaliidae).

## Rozmieszczenie geograficzne
Rodzaj obejmuje gatunki występujące w orientalnej Azji.

## Morfologia
Długość ciała 22–28 cm, masa ciała 47–79 g.

## Systematyka

### Etymologia
- Erythrogenys: epitet gatunkowy Pomatorhinus erythrogenys Vigors, 1832; gr. ερυθρος eruthros ‘czerwony’; γενυς genus, γενυος genuos ‘policzek’[5]. Gatunek typowy: E[rythrogenys]. gouldii E.C.S. Baker, 1930 (= P[omatorhinus]. erythrogenys Vigors, 1831).
- Megapomatorhinus: gr. μεγας megas, μεγαλη megalē ‘wielki’; rodzaj Pomatorhinus Horsfield, 1821, łączniak[6].

### Podział systematyczny
Do rodzaju należą następujące gatunki:
- Megapomatorhinus hypoleucos (Blyth, 1844) – sierpodziób wielki
- Megapomatorhinus erythrogenys (Vigors, 1831) – sierpodziób rudolicy
- Megapomatorhinus erythrocnemis (Gould, 1863) – sierpodziób plamisty